# Leptotrichia buccalis
Leptotrichia buccalis es una bacteria anaeróbica y gramnegativa. Es un constituyente de la microbiota normal.
Leptotrichia buccalis se puede identificar claramente mediante análisis de sangre en un microscopio de campo oscuro.

## Morfología
Las especies de Leptotrichia son típicamente grandes, fusiformes, no espolurantes, y no móviles.

## Otras lecturas
- Thompson, J.; Pikis, A. (February 2012). «Metabolism of sugars by genetically diverse species of oral Leptotrichia». Molecular Oral Microbiology 27 (1): 34-44. PMC 3257818. PMID 22230464. doi:10.1111/j.2041-1014.2011.00627.x.